# Einband-Europameisterschaft 2003

Logo CEB (ausrichtender Verband)

Veranstaltungsort: Amsterdam

Die Einband-Europameisterschaft 2003 war das 50. Turnier in dieser Disziplin des Karambolagebillards und fand vom 10. bis zum 13. Juli 2003 in Amsterdam statt. Es war die 18. Einband-Europameisterschaft in den Niederlanden.

## Geschichte
In dem Jubiläumsturnier, der 50. Einband-EM, gewann der Niederländer Jean Paul de Bruijn seinen dritten Titel in Folge. Im Finale gegen seinen jungen Landsmann Martien van der Spoel hatte er keine Probleme und siegte sicher mit 150:99 in 17 Aufnahmen. Den dritten Platz belegten Rafael Garcia und Johan Claessen. Das Niveau des Turniers war bei weiten nicht so hoch wie in den letzten Jahren.

## Turniermodus
Gespielt wurde eine Vor-Vor-Qualifikation mit 6 Gruppen à 3 bzw. 2 Spieler, wovon sich die 6 Gruppensieger und für die Vor-Qualifikation qualifizierten. Dann wurden in der Haupt-Qualifikation wieder 7 Gruppen à 3 Teilnehmer gebildet, in denen 14 gesetzte Spieler nach CEB-Rangliste und die sieben Sieler der Vor-Qualifikation sieben Plätze für das Hauptturnier ausspielten. Der Titelverteidiger war für das Hauptturnier gesetzt. Jetzt wurden 2 Gruppen à 4 Spieler gebildet. In der Vorqualifikationen wurde bis 100 Punkte gespielt. Danach wurde in der Haupt-Qualifikation bis 125 Punkte und in der Endrunde bis 150 Punkte gespielt. Die Gruppenersten und die Gruppenzweiten spielten im KO-System den Sieger aus. Der dritte Platz wurde nicht mehr ausgespielt. Damit gab es zwei Drittplatzierte
Bei MP-Gleichstand wird in folgender Reihenfolge gewertet:
1. MP = Matchpunkte
2. GD = Generaldurchschnitt
3. HS = Höchstserie

## Qualifikation

### Vor-Vor-Qualifikation
| MP    | Match Points (Sieger = 2; Unentschieden = 1; Verlierer = 0) |
| Pkte. | Erzielte Karambolagen                                       |
| Aufn. | Benötigte Versuche                                          |
| GD    | Generaldurchschnitt                                         |
| BED   | Bester Einzeldurchschnitt eines Spielers                    |
| HS    | Höchstserie                                                 |
|       | Bester GD des Turniers                                      |
|       | Bester ED des Turniers                                      |
|       | Beste HS des Turniers                                       |
|       | 1. Platz (Gold)                                             |
|       | 2. Platz (Silber)                                           |
|       | 3. Platz (Bronze)                                           |

| Abschlusstabelle Gruppe A | Abschlusstabelle Gruppe A | Abschlusstabelle Gruppe A | Abschlusstabelle Gruppe A | Abschlusstabelle Gruppe A | Abschlusstabelle Gruppe A | Abschlusstabelle Gruppe A | Abschlusstabelle Gruppe A |
| Platz                     | Name                      | MP                        | Pkte                      | Aufn.                     | GD                        | BED                       | HS                        |
| ------------------------- | ------------------------- | ------------------------- | ------------------------- | ------------------------- | ------------------------- | ------------------------- | ------------------------- |
| 1                         | Jos Bongers               | 4:0                       | 200                       | 32                        | 6,25                      | 7,69                      | 36                        |
| 2                         | Patrick Achard            | 2:2                       | 124                       | 47                        | 2,63                      | 2,94                      | 16                        |
| 3                         | Otto Hitzinger            | 0:4                       | 115                       | 53                        | 2,16                      | –                         | 8                         |

| Abschlusstabelle Gruppe B | Abschlusstabelle Gruppe B | Abschlusstabelle Gruppe B | Abschlusstabelle Gruppe B | Abschlusstabelle Gruppe B | Abschlusstabelle Gruppe B | Abschlusstabelle Gruppe B | Abschlusstabelle Gruppe B |
| Platz                     | Name                      | MP                        | Pkte                      | Aufn.                     | GD                        | BED                       | HS                        |
| ------------------------- | ------------------------- | ------------------------- | ------------------------- | ------------------------- | ------------------------- | ------------------------- | ------------------------- |
| 1                         | Xavier le Roy             | 2:2                       | 164                       | 43                        | 3,81                      | 7,14                      | 28                        |
| 2                         | Pierre Soumagne           | 2:2                       | 147                       | 53                        | 2,77                      | 2,56                      | 18                        |
| 3                         | Johann Luising            | 2:2                       | 150                       | 68                        | 2,20                      | 3,44                      | 17                        |

| Abschlusstabelle Gruppe C | Abschlusstabelle Gruppe C | Abschlusstabelle Gruppe C | Abschlusstabelle Gruppe C | Abschlusstabelle Gruppe C | Abschlusstabelle Gruppe C | Abschlusstabelle Gruppe C | Abschlusstabelle Gruppe C |
| Platz                     | Name                      | MP                        | Pkte                      | Aufn.                     | GD                        | BED                       | HS                        |
| ------------------------- | ------------------------- | ------------------------- | ------------------------- | ------------------------- | ------------------------- | ------------------------- | ------------------------- |
| 1                         | Esteve Mata               | 4:0                       | 200                       | 51                        | 3,92                      | 5,88                      | 26                        |
| 2                         | René Luysterburg          | 2:2                       | 144                       | 44                        | 3,27                      | 3,70                      | 18                        |
| 3                         | Dave Krijnen              | 0:4                       | 167                       | 61                        | 2,73                      | –                         | 15                        |

| Abschlusstabelle Gruppe D | Abschlusstabelle Gruppe D | Abschlusstabelle Gruppe D | Abschlusstabelle Gruppe D | Abschlusstabelle Gruppe D | Abschlusstabelle Gruppe D | Abschlusstabelle Gruppe D | Abschlusstabelle Gruppe D |
| Platz                     | Name                      | MP                        | Pkte                      | Aufn.                     | GD                        | BED                       | HS                        |
| ------------------------- | ------------------------- | ------------------------- | ------------------------- | ------------------------- | ------------------------- | ------------------------- | ------------------------- |
| 1                         | Johan Claessen            | 4:0                       | 200                       | 41                        | 4,87                      | 11,11                     | 34                        |
| 2                         | Mikael Devogelaere        | 2:2                       | 175                       | 60                        | 2,91                      | 3,57                      | 22                        |
| 3                         | Willem Siebelink          | 0:4                       | 118                       | 37                        | 3,18                      | –                         | 10                        |

| Abschlusstabelle Gruppe E | Abschlusstabelle Gruppe E | Abschlusstabelle Gruppe E | Abschlusstabelle Gruppe E | Abschlusstabelle Gruppe E | Abschlusstabelle Gruppe E | Abschlusstabelle Gruppe E | Abschlusstabelle Gruppe E |
| Platz                     | Name                      | MP                        | Pkte                      | Aufn.                     | GD                        | BED                       | HS                        |
| ------------------------- | ------------------------- | ------------------------- | ------------------------- | ------------------------- | ------------------------- | ------------------------- | ------------------------- |
| 1                         | Eric Castaner             | 4:0                       | 200                       | 51                        | 3,92                      | 4,54                      | 52                        |
| 2                         | Frans de Vries            | 2:2                       | 147                       | 57                        | 2,57                      | 2,85                      | 17                        |
| 3                         | André Peereboom           | 0:4                       | 152                       | 64                        | 2,37                      | –                         | 23                        |

| Abschlusstabelle Gruppe F | Abschlusstabelle Gruppe F | Abschlusstabelle Gruppe F | Abschlusstabelle Gruppe F | Abschlusstabelle Gruppe F | Abschlusstabelle Gruppe F | Abschlusstabelle Gruppe F | Abschlusstabelle Gruppe F |
| Platz                     | Name                      | MP                        | Pkte                      | Aufn.                     | GD                        | BED                       | HS                        |
| ------------------------- | ------------------------- | ------------------------- | ------------------------- | ------------------------- | ------------------------- | ------------------------- | ------------------------- |
| 1                         | Francis Forton            | 4:0                       | 200                       | 42                        | 4,76                      | 7,14                      | 28                        |
| 2                         | Frans van Schaik          | 2:2                       | 130                       | 42                        | 3,09                      | 3,57                      | 12                        |
| 3                         | Wim van den Berg          | 0:4                       | 91                        | 56                        | 1,62                      | –                         | 13                        |

### Vor-Qualifikation
| Abschlusstabelle Gruppe A | Abschlusstabelle Gruppe A | Abschlusstabelle Gruppe A | Abschlusstabelle Gruppe A | Abschlusstabelle Gruppe A | Abschlusstabelle Gruppe A | Abschlusstabelle Gruppe A | Abschlusstabelle Gruppe A |
| Platz                     | Name                      | MP                        | Pkte                      | Aufn.                     | GD                        | BED                       | HS                        |
| ------------------------- | ------------------------- | ------------------------- | ------------------------- | ------------------------- | ------------------------- | ------------------------- | ------------------------- |
| 1                         | Marek Faus                | 3:1                       | 200                       | 43                        | 4,65                      | 4,76                      | 40                        |
| 2                         | Xavier le Roy             | 2:2                       | 193                       | 30                        | 6,43                      | 12,50                     | 36                        |
| 3                         | Wiljan van den Heuvel     | 1:3                       | 116                       | 29                        | 4,00                      | 4,76                      | 41                        |

| Abschlusstabelle Gruppe B | Abschlusstabelle Gruppe B | Abschlusstabelle Gruppe B | Abschlusstabelle Gruppe B | Abschlusstabelle Gruppe B | Abschlusstabelle Gruppe B | Abschlusstabelle Gruppe B | Abschlusstabelle Gruppe B |
| Platz                     | Name                      | MP                        | Pkte                      | Aufn.                     | GD                        | BED                       | HS                        |
| ------------------------- | ------------------------- | ------------------------- | ------------------------- | ------------------------- | ------------------------- | ------------------------- | ------------------------- |
| 1                         | Arnim Kahofer             | 4:0                       | 200                       | 26                        | 7,69                      | 11,11                     | 31                        |
| 2                         | Philippe Deraes           | 2:2                       | 119                       | 26                        | 4,57                      | 5,88                      | 23                        |
| 3                         | Eric Castaner             | 0:4                       | 97                        | 34                        | 2,85                      | –                         | 15                        |

| Abschlusstabelle Gruppe C | Abschlusstabelle Gruppe C | Abschlusstabelle Gruppe C | Abschlusstabelle Gruppe C | Abschlusstabelle Gruppe C | Abschlusstabelle Gruppe C | Abschlusstabelle Gruppe C | Abschlusstabelle Gruppe C |
| Platz                     | Name                      | MP                        | Pkte                      | Aufn.                     | GD                        | BED                       | HS                        |
| ------------------------- | ------------------------- | ------------------------- | ------------------------- | ------------------------- | ------------------------- | ------------------------- | ------------------------- |
| 1                         | Alain Rémond              | 4:0                       | 200                       | 17                        | 11,76                     | 20,00                     | 35                        |
| 2                         | Vladislav Tauterman       | 2:2                       | 115                       | 39                        | 2,94                      | 2,94                      | 15                        |
| 3                         | Esteve Mata               | 0:4                       | 144                       | 46                        | 3,13                      | –                         | 23                        |

| Abschlusstabelle Gruppe D | Abschlusstabelle Gruppe D | Abschlusstabelle Gruppe D | Abschlusstabelle Gruppe D | Abschlusstabelle Gruppe D | Abschlusstabelle Gruppe D | Abschlusstabelle Gruppe D | Abschlusstabelle Gruppe D |
| Platz                     | Name                      | MP                        | Pkte                      | Aufn.                     | GD                        | BED                       | HS                        |
| ------------------------- | ------------------------- | ------------------------- | ------------------------- | ------------------------- | ------------------------- | ------------------------- | ------------------------- |
| 1                         | Bernard Villiers          | 4:0                       | 200                       | 33                        | 6,06                      | 6,25                      | 24                        |
| 2                         | Francis Forton            | 2:2                       | 178                       | 30                        | 5,93                      | 7,14                      | 31                        |
| 3                         | Markus Dömer              | 0:4                       | 169                       | 31                        | 5,45                      | –                         | 27                        |

| Abschlusstabelle Gruppe E | Abschlusstabelle Gruppe E | Abschlusstabelle Gruppe E | Abschlusstabelle Gruppe E | Abschlusstabelle Gruppe E | Abschlusstabelle Gruppe E | Abschlusstabelle Gruppe E | Abschlusstabelle Gruppe E |
| Platz                     | Name                      | MP                        | Pkte                      | Aufn.                     | GD                        | BED                       | HS                        |
| ------------------------- | ------------------------- | ------------------------- | ------------------------- | ------------------------- | ------------------------- | ------------------------- | ------------------------- |
| 1                         | Johan Claessen            | 4:0                       | 200                       | 27                        | 7,40                      | 10,00                     | 43                        |
| 2                         | Ferdinand Polman          | 2:2                       | 177                       | 35                        | 5,05                      | 5,55                      | 28                        |
| 3                         | Markus Melerski           | 0:4                       | 82                        | 28                        | 2,92                      | –                         | 43                        |

| Abschlusstabelle Gruppe F | Abschlusstabelle Gruppe F | Abschlusstabelle Gruppe F | Abschlusstabelle Gruppe F | Abschlusstabelle Gruppe F | Abschlusstabelle Gruppe F | Abschlusstabelle Gruppe F | Abschlusstabelle Gruppe F |
| Platz                     | Name                      | MP                        | Pkte                      | Aufn.                     | GD                        | BED                       | HS                        |
| ------------------------- | ------------------------- | ------------------------- | ------------------------- | ------------------------- | ------------------------- | ------------------------- | ------------------------- |
| 1                         | Jos Bongers               | 4:0                       | 200                       | 26                        | 7,69                      | 10,00                     | 38                        |
| 2                         | Patrick Niessen           | 2:2                       | 185                       | 35                        | 5,28                      | 5,26                      | 42                        |
| 3                         | Bernard Baudoin           | 0:4                       | 144                       | 29                        | 4,96                      | –                         | 24                        |

| Abschlusstabelle Gruppe G | Abschlusstabelle Gruppe G | Abschlusstabelle Gruppe G | Abschlusstabelle Gruppe G | Abschlusstabelle Gruppe G | Abschlusstabelle Gruppe G | Abschlusstabelle Gruppe G | Abschlusstabelle Gruppe G |
| Platz                     | Name                      | MP                        | Pkte                      | Aufn.                     | GD                        | BED                       | HS                        |
| ------------------------- | ------------------------- | ------------------------- | ------------------------- | ------------------------- | ------------------------- | ------------------------- | ------------------------- |
| 1                         | Peter Volleberg           | 4:0                       | 200                       | 18                        | 11,11                     | 12,50                     | 38                        |
| 2                         | Ludger Havlik             | 2:2                       | 137                       | 25                        | 5,48                      | 6,66                      | 57                        |
| 3                         | Claude Bauduin            | 0:4                       | 82                        | 23                        | 3,56                      | –                         | 25                        |

### Haupt-Qualifikation
| Abschlusstabelle Gruppe A | Abschlusstabelle Gruppe A | Abschlusstabelle Gruppe A | Abschlusstabelle Gruppe A | Abschlusstabelle Gruppe A | Abschlusstabelle Gruppe A | Abschlusstabelle Gruppe A | Abschlusstabelle Gruppe A |
| Platz                     | Name                      | MP                        | Pkte                      | Aufn.                     | GD                        | BED                       | HS                        |
| ------------------------- | ------------------------- | ------------------------- | ------------------------- | ------------------------- | ------------------------- | ------------------------- | ------------------------- |
| 1                         | Francisco Fortiana        | 4:0                       | 125                       | 26                        | 4,86                      | 4,86                      | 56                        |
| 2                         | Ad Klijn                  | 2:2                       | 233                       | 50                        | 4,66                      | 5,20                      | 27                        |
| 3                         | Marek Faus                | 0:4                       | 83                        | 24                        | 3,45                      | –                         | 18                        |

| Abschlusstabelle Gruppe B | Abschlusstabelle Gruppe B | Abschlusstabelle Gruppe B | Abschlusstabelle Gruppe B | Abschlusstabelle Gruppe B | Abschlusstabelle Gruppe B | Abschlusstabelle Gruppe B | Abschlusstabelle Gruppe B |
| Platz                     | Name                      | MP                        | Pkte                      | Aufn.                     | GD                        | BED                       | HS                        |
| ------------------------- | ------------------------- | ------------------------- | ------------------------- | ------------------------- | ------------------------- | ------------------------- | ------------------------- |
| 1                         | Xavier Gretillat          | 4:0                       | 194                       | 29                        | 6,68                      | 8,92                      | 36                        |
| 2                         | Axel Büscher              | 2:2                       | 206                       | 32                        | 6,43                      | 8,33                      | 27                        |
| 3                         | Peter Volleberg           | 2:2                       | 199                       | 31                        | 6,41                      | 7,35                      | 34                        |

| Abschlusstabelle Gruppe C | Abschlusstabelle Gruppe C | Abschlusstabelle Gruppe C | Abschlusstabelle Gruppe C | Abschlusstabelle Gruppe C | Abschlusstabelle Gruppe C | Abschlusstabelle Gruppe C | Abschlusstabelle Gruppe C |
| Platz                     | Name                      | MP                        | Pkte                      | Aufn.                     | GD                        | BED                       | HS                        |
| ------------------------- | ------------------------- | ------------------------- | ------------------------- | ------------------------- | ------------------------- | ------------------------- | ------------------------- |
| 1                         | Davy van Geel             | 4:0                       | 250                       | 35                        | 7,14                      | 10,41                     | 39                        |
| 2                         | Peter de Backer           | 2:2                       | 193                       | 30                        | 6,43                      | 6,94                      | 30                        |
| 3                         | Bernard Villiers          | 0:4                       | 203                       | 41                        | 4,95                      | –                         | 27                        |

| Abschlusstabelle Gruppe D | Abschlusstabelle Gruppe D | Abschlusstabelle Gruppe D | Abschlusstabelle Gruppe D | Abschlusstabelle Gruppe D | Abschlusstabelle Gruppe D | Abschlusstabelle Gruppe D | Abschlusstabelle Gruppe D |
| Platz                     | Name                      | MP                        | Pkte                      | Aufn.                     | GD                        | BED                       | HS                        |
| ------------------------- | ------------------------- | ------------------------- | ------------------------- | ------------------------- | ------------------------- | ------------------------- | ------------------------- |
| 1                         | Johan Claessen            | 4:0                       | 250                       | 40                        | 6,25                      | 6,94                      | 28                        |
| 2                         | Henri Tilleman            | 2:2                       | 231                       | 27                        | 8,55                      | 13,88                     | 77                        |
| 3                         | Jordi Amell               | 0:4                       | 186                       | 31                        | 6,00                      | –                         | 35                        |

| Abschlusstabelle Gruppe E | Abschlusstabelle Gruppe E | Abschlusstabelle Gruppe E | Abschlusstabelle Gruppe E | Abschlusstabelle Gruppe E | Abschlusstabelle Gruppe E | Abschlusstabelle Gruppe E | Abschlusstabelle Gruppe E |
| Platz                     | Name                      | MP                        | Pkte                      | Aufn.                     | GD                        | BED                       | HS                        |
| ------------------------- | ------------------------- | ------------------------- | ------------------------- | ------------------------- | ------------------------- | ------------------------- | ------------------------- |
| 1                         | Rafael Garcia             | 4:0                       | 250                       | 34                        | 7,35                      | 7,81                      | 33                        |
| 2                         | Jos Bongers               | 1:3                       | 243                       | 35                        | 6,94                      | 6,57                      | 43                        |
| 3                         | Dave Christiani           | 1:3                       | 242                       | 37                        | 6,54                      | 6,57                      | 45                        |

| Abschlusstabelle Gruppe F | Abschlusstabelle Gruppe F | Abschlusstabelle Gruppe F | Abschlusstabelle Gruppe F | Abschlusstabelle Gruppe F | Abschlusstabelle Gruppe F | Abschlusstabelle Gruppe F | Abschlusstabelle Gruppe F |
| Platz                     | Name                      | MP                        | Pkte                      | Aufn.                     | GD                        | BED                       | HS                        |
| ------------------------- | ------------------------- | ------------------------- | ------------------------- | ------------------------- | ------------------------- | ------------------------- | ------------------------- |
| 1                         | Martien van der Spoel     | 4:0                       | 250                       | 33                        | 7,57                      | 8,92                      | 35                        |
| 2                         | Alain Rémond              | 2:2                       | 209                       | 25                        | 8,36                      | 11,36                     | 34                        |
| 3                         | Thomas Nockemann          | 0:4                       | 225                       | 30                        | 7,50                      | –                         | 39                        |

| Abschlusstabelle Gruppe G | Abschlusstabelle Gruppe G | Abschlusstabelle Gruppe G | Abschlusstabelle Gruppe G | Abschlusstabelle Gruppe G | Abschlusstabelle Gruppe G | Abschlusstabelle Gruppe G | Abschlusstabelle Gruppe G |
| Platz                     | Name                      | MP                        | Pkte                      | Aufn.                     | GD                        | BED                       | HS                        |
| ------------------------- | ------------------------- | ------------------------- | ------------------------- | ------------------------- | ------------------------- | ------------------------- | ------------------------- |
| 1                         | Louis Edelin              | 2:2                       | 218                       | 23                        | 9,47                      | 9,61                      | 52                        |
| 2                         | Michel van Silfhout       | 2:2                       | 243                       | 36                        | 6,75                      | 12,50                     | 29                        |
| 3                         | Arnim Kahofer             | 2:2                       | 211                       | 39                        | 5,41                      | 4,80                      | 40                        |

## Hauptturnier

### Gruppenphase
| Abschlusstabelle Gruppe A | Abschlusstabelle Gruppe A | Abschlusstabelle Gruppe A | Abschlusstabelle Gruppe A | Abschlusstabelle Gruppe A | Abschlusstabelle Gruppe A | Abschlusstabelle Gruppe A | Abschlusstabelle Gruppe A |
| Platz                     | Name                      | MP                        | Pkte                      | Aufn.                     | GD                        | BED                       | HS                        |
| ------------------------- | ------------------------- | ------------------------- | ------------------------- | ------------------------- | ------------------------- | ------------------------- | ------------------------- |
| 1                         | Jean Paul de Bruijn       | 6:0                       | 450                       | 45                        | 10,00                     | 15,00                     | 73                        |
| 2                         | Johan Claessen            | 2:4                       | 345                       | 58                        | 5,94                      | 9,37                      | 41                        |
| 3                         | Davy van Geel             | 2:4                       | 329                       | 56                        | 5,87                      | 4,68                      | 36                        |
| 4                         | Francisco Fortiana        | 2:4                       | 315                       | 55                        | 5,72                      | 10,71                     | 36                        |

| Abschlusstabelle Gruppe B | Abschlusstabelle Gruppe B | Abschlusstabelle Gruppe B | Abschlusstabelle Gruppe B | Abschlusstabelle Gruppe B | Abschlusstabelle Gruppe B | Abschlusstabelle Gruppe B | Abschlusstabelle Gruppe B |
| Platz                     | Name                      | MP                        | Pkte                      | Aufn.                     | GD                        | BED                       | HS                        |
| ------------------------- | ------------------------- | ------------------------- | ------------------------- | ------------------------- | ------------------------- | ------------------------- | ------------------------- |
| 1                         | Martien van der Spoel     | 6:0                       | 450                       | 61                        | 7,37                      | 8,82                      | 64                        |
| 2                         | Rafael Garcia             | 4:2                       | 421                       | 51                        | 8,25                      | 10,00                     | 74                        |
| 3                         | Xavier Gretillat          | 2:4                       | 345                       | 57                        | 6,05                      | 7,14                      | 34                        |
| 4                         | Louis Edelin              | 0:6                       | 298                       | 53                        | 5,62                      | –                         | 45                        |

### KO-Phase
|  | Halbfinale            | Halbfinale | Halbfinale | Halbfinale | Halbfinale | Halbfinale |                     |                       | Finale | Finale | Finale | Finale | Finale | Finale |
|  |                       |            |            |            |            |            |                     |                       |        |        |        |        |        |        |
|  |                       | MP         | Pkt.       | Aufn.      | GD         | HS         |                     |                       |        |        |        |        |        |        |
|  |                       | MP         | Pkt.       | Aufn.      | GD         | HS         |                     |                       |        |        |        |        |        |        |
|  | Jean Paul de Bruijn   | 2          | 150        | 15         | 10,00      | 54         |                     |                       |        |        |        |        |        |        |
|  | Jean Paul de Bruijn   | 2          | 150        | 15         | 10,00      | 54         |                     | MP                    | Pkt.   | Aufn.  | GD     | HS     |        |        |
|  | Rafael Garcia         | 0          | 87         | 15         | 5,80       | 33         |                     | MP                    | Pkt.   | Aufn.  | GD     | HS     |        |        |
|  | Rafael Garcia         | 0          | 87         | 15         | 5,80       | 33         | Jean Paul de Bruijn | 2                     | 150    | 17     | 8,82   | 42     |        |        |
|  |                       | MP         | Pkt.       | Aufn.      | GD         | HS         | Jean Paul de Bruijn | 2                     | 150    | 17     | 8,82   | 42     |        |        |
|  |                       | MP         | Pkt.       | Aufn.      | GD         | HS         |                     | Martien van der Spoel | 0      | 99     | 17     | 5,82   | 35     |        |
|  | Martien van der Spoel | 2          | 150        | 14         | 10,71      | 34         |                     | Martien van der Spoel | 0      | 99     | 17     | 5,82   | 35     |        |
|  | Martien van der Spoel | 2          | 150        | 14         | 10,71      | 34         |                     |                       |        |        |        |        |        |        |
|  | Johan Claessen        | 0          | 79         | 14         | 5,64       | 16         |                     |                       |        |        |        |        |        |        |
|  | Johan Claessen        | 0          | 79         | 14         | 5,64       | 16         |                     |                       |        |        |        |        |        |        |

## Abschlusstabelle
| MP    | Match Points (Sieger = 2; Unentschieden = 1; Verlierer = 0) |
| Pkte. | Erzielte Karambolagen                                       |
| Aufn. | Benötigte Versuche                                          |
| GD    | Generaldurchschnitt                                         |
| BED   | Bester Einzeldurchschnitt eines Spielers                    |
| HS    | Höchstserie                                                 |
|       | Bester GD des Turniers                                      |
|       | Bester ED des Turniers                                      |
|       | Beste HS des Turniers                                       |
|       | 1. Platz (Gold)                                             |
|       | 2. Platz (Silber)                                           |
|       | 3. Platz (Bronze)                                           |

| Phase                               | Platz | Name                  | MP   | Pkt. | Aufn. | GD   | BED   | HS |
| ----------------------------------- | ----- | --------------------- | ---- | ---- | ----- | ---- | ----- | -- |
| Finale                              | 1     | Jean Paul de Bruijn   | 10:0 | 750  | 77    | 9,74 | 15,00 | 73 |
| Finale                              | 2     | Martien van der Spoel | 8:2  | 699  | 92    | 7,59 | 10,71 | 64 |
| Halb- finale                        | 3     | Rafael Garcia         | 4:4  | 508  | 66    | 7,79 | 10,00 | 74 |
| Halb- finale                        | 3     | Johan Claessen        | 2:6  | 424  | 72    | 5,88 | 9,37  | 41 |
| Gruppen- phase                      | 5     | Xavier Gretillat      | 2:4  | 345  | 57    | 6,05 | 7,14  | 36 |
| Gruppen- phase                      | 6     | Davy van Geel         | 2:4  | 329  | 56    | 5,87 | 4,68  | 39 |
| Gruppen- phase                      | 7     | Francisco Fortiana    | 2:4  | 315  | 55    | 5,72 | 10,71 | 56 |
| Gruppen- phase                      | 8     | Louis Edelin          | 0:6  | 298  | 53    | 5,62 | –     | 52 |
| Turnierdurchschnitt: Endrunde: 6,94 |       |                       |      |      |       |      |       |    |